# Mitsubishi Corporation
Mitsubishi Shoji (яп. 三菱商事株式会社 мицубиси сё:дзи кабусики гайся, Mitsubishi Corporation) (по-русски «Мицуби́си Корпорейшн») — одна из крупнейших сого сёся (универсальных торговых посреднических компаний) в Японии, входящая в кэйрэцу Mitsubishi. В Mitsubishi Corporation (включая дочерние компании) работает более 77 тысяч человек, компания активна в области торговли, финансовых услуг и инвестиций, машиностроения, химической, пищевой, горнодобывающей, энергетической и других отраслях. Осуществляет деятельность примерно в 90 странах мира. В списке крупнейших публичных компаний мира Forbes Global 2000 за 2018 год Mitsubishi Corporation заняла 112-е место.

## История
Mitsubishi Corporation происходит от семейной компании Ивасаки. Основатель компании, Ивасаки Ятаро, был незнатного происхождения, однако с помощью родственников купил статус самурая и с ним административную должность в провинции Тоса. После установления в 1869 году власти императора Мэйдзи началась интенсивная индустриализация Японии с помощью создания дзайбацу, крупных семейных компаний. Ивасаки в 1870 году купил официальную судоходную компанию провинции Тоса и в 1873 году назвал её Мицубиси («Три алмаза»). С помощью своего друга, министра финансов Японии Сигенобу Окума, Ивасаки добился для своей компании субсидий и привилегий, в частности в 1874 году суда его компании использовались для военной экспедиции на остров Тайвань. К 1877 году Мицубиси контролировала 80 % морских перевозок в Японии, другие дзайбацу, в первую очередь Мицуи, вынуждены были не только пользоваться судами Мицубиси, но и складами, а также страховаться в Морской страховой компании Мицубиси. В 1881 году компания купила угольную шахту Такасима и верфь в Нагасаки. В 1885 году Мицубиси удалось осуществить враждебное поглощение конкурирующей судоходной компании Киодо Униу (в основном контролировавшейся Мицуи), но эта победа была омрачена смертью Ивасаки Ятаро. Его сменил младший брат Ивасаки Яносуки, под руководством которого началось массовое производство стальных судов с паровым двигателем, что сильно повысило конкурентоспособность Японии в международных морских перевозках; это было особенно важно при колонизации Кореи, Тайваня и Маньчжурии в конце XIX века. В начале XX века началась диверсификация деятельности Мицубиси в банкинг, добычу полезных ископаемых, строительство недвижимости, судостроение и торговлю.
В 1918 году Мицубиси была зарегистрирована как акционерная компания (полностью в собственности семьи Ивасаки); в самостоятельную компанию Mitsubishi Shoji Kaisha было выделено торговое подразделение. Годом ранее была создана судостроительная компания Mitsubishi Shipbuilding (позже ставшая Mitsubishi Heavy Industries), в 1919 году появился Mitsubishi Bank, в 1921 году Mitsubishi Electric. В 1924 году было создано подразделение по торговле нефтепродуктами (поставлявшимися американской Associated Oil Company of California); в 1931 году оно стало компанией Mitsubishi Oil и открыло собственный нефтеперерабатывающий завод в Кавасаки производительностью 3 тысячи баррелей лёгкой нефти в день. В 1930-х годах к власти в Японии пришли националисты, и началась милитаризация экономики страны. Мицубиси участвовала в таких важных сферах, как морские перевозки, судостроение, горнодобывающая промышленность, тяжёлое машиностроение, электрификация и торговля. С началом Второй мировой войны Мицубиси активно участвовала в производстве вооружений, в частности построила 18 тысяч военных самолётов, в том числе «Zero».
На конец войны большинство предприятий в Японии было разрушено, кроме того, оккупационными властями было введено антимонопольное законодательство, ликвидировавшее дзайбацу. Дзайбацу Мицубиси было разделено на 139 самостоятельных компаний без права взаимодействовать между собой и использовать прежний логотип. Однако после революции в Китае (1949 год) и войны в Корее (1950—1953 годы) значение Японии для США сильно возросло, и для ускорения восстановления экономики страны антимонопольные законы были послаблены. В 1954 году четыре компании из бывшего дзайбацу объединились в новую Mitsubishi Shoji Kaisha, акции этой компании в тот же год были размещены на фондовых биржах Токио и Осаки. В 1950-х годах были созданы дочерние компании Mitsubishi Gas Chemical Company (природный газ и химическая промышленность), Mitsubishi Petrochemical Company (нефтехимия), Mitsubishi International Corporation (представительство в США). В 1968 году совместно с Royal Dutch Shell было начато строительство комплекса по производству сжиженного газа в Брунее с последующей его транспортировкой танкерами в Японию (начал работу в 1972 году). В 1971 году название Mitsubishi Shoji Kaisha было изменено на Mitsubishi Corporation, чтобы подчеркнуть международные амбиции Мицубиси. В это время группа Мицубиси включала кроме Mitsubishi Corporation ещё около 30 самостоятельных компаний, деятельность которых координировалась на ежемесячных конференциях второй пятницы (кинио-кай). В начале 1970-х годов была создана дочерняя компания Mitsubishi Australia для разработки месторождений угля в Квинсленде (Австралия); ещё одна дочерняя компания, Balikpapan Forest Industries, обеспечивала Мицубиси лесоматериалом из Индонезии. В 1973 году были созданы совместные предприятия с правительствами Мексики (по производству соли) и Кении (по развитию туризма). В конце 1970-х было создано партнёрство с Chrysler для продажи автомобилей Mitsubishi Motors Corporation в США.
К 1986 году Mitsubishi Corporation опустилась на пятое место среди торговых компаний Японии, поэтому началась реорганизация корпорации путём продажи убыточных предприятий и выхода в новые сферы деятельности. Особое внимание уделялось США, ещё в 1985 году было укреплено партнёрство с Chrysler созданием совместного предприятия Diamond-Star Motors. Символической стала покупка в конце 1980-х годов Рокфеллер-центра в Нью-Йорке за миллиард долларов, также в это время были куплены контрольный пакет акций Питтсбургской химической компании Aristech Chemical Corp., компания Verbatim (у Eastman Kodak), комплекс для гольфа California’s Pebble Beach, треть акций Volvo, создано совместной предприятие с Daimler-Benz.
Однако попытка увеличить своё влияние в США имела весьма ограниченный успех, большие проблемы для корпорации (и экономики Японии в целом) создавало укрепление иены, что делало японские товары менее конкурентоспособными на мировых рынках. Кроме того, всё больше японских компаний создавали собственные международные сети представительств, а не полагались на посредничество Mitsubishi Corporation. Пересмотр стратегии корпорации начался под руководством Минору Макихара, назначенного президентом в 1992 году. Основной упор был сделан на расширение географии деятельности, особенно в Азии.

## Руководство
Кен Кобаяси — председатель правления с 2016 года, с 2010 по 2016 год был президентом и CEO, в корпорации с 1971 года.
Такехико Какиути — президент и главный исполнительный директор (CEO) с 2016 года, в корпорации с 1979 года. Кацуя Наканиси президент и главный исполнительный директор (CEO) с 2021 года.

## Деятельность
Основные подразделения корпорации:
- Продукты питания (Living Essentials) — активы подразделения составляют 27,6 % от активов группы; доля в чистой прибыли — 27,5 %, 261 компания; включает:
  - розничная торговля, рестораны и потребительские платежи (Япония, Таиланд, КНР, Индонезия, США, Великобритания, Россия)
  - оптовая торговля медицинское оборудование и лесное хозяйство (Япония, КНР, Гонконг, Тайвань, США, лесонасаждения в Чили и ЮАР)
  - потребительские товары (производство и продажа кондитерских изделий, напитков, макаронных изделий, муки, сахара, крахмала и других бакалейных товаров в Японии, Индонезии, Малайзии, Таиланде, Мьянме, Индии, Великобритании, США)
  - свежие продукты питания (производство и продажа морепродуктов, мяса, риса и молочной продукции в Японии, Индия, Индонезия, Вьетнам, Сингапур, Великобритания, Норвегия, США)
  - ресурсы (производство и торговля зерновыми и масличными культурами, кофе, какао, кунжутом, комбикормами и стройматериалами, включая долю в кофейной плантации Ipanema Coffees в Бразилии, цементный завод в США, различные компании в Японии, Сингапуре, КНР, Малайзии, Австралии, США, Бразилии)

- Металлургия (Metals) — активы 23,5 %; доля в чистой прибыли — 33,6 %, 177 компаний; включает:
  - сталь (производство и продажа — Индонезия, Канада, США, Таиланд, Япония)
  - железная руда (Австралия, Канада, Чили)
  - медь (Чили, включая крупнейшее месторождение меди в мире Эскондида, а также Перу и Индонезия)
  - алюминий (Австралия, Мозамбик)
  - хром (ЮАР)
  - уголь (Австралия, совместно с BHP Billiton)
  - уран (Австралия, Канада, Монголия)
  - финансовые и торговые услуги, связанные с металлургией (компания Triland Metals Ltd., основана в 1971 году в Великобритании, один из основных участников Лондонской биржи металлов, отделения в Нью-йорке, Сингапуре и Токио)

- Энергетика (Energy Business) — активы 13,4 %; доля в чистой прибыли — 12,6 %, 94 компании; включает:
  - производство и транспортировка сжиженного газа (доли в проектах в Австралии, Малайзии, Брунее, Омане, Индонезии, России, в процессе строительства также в Канаде и США), общее годовое производство 78,8 млн тонн, из них доля Mitsubishi Corporation 7,79 млн тонн; основной компанией является Astomos Energy Corporation, созданное в 2006 году совместное предприятие Mitsubishi Liquified Petroleum Gas Co. и Idemitsu Gas and Life Co., на неё приходится четверть потребляемого Японией газа.
  - добыча нефти, газа и угля, их переработка и транспортировка (Австралия, Ангола, Венесуэла, Индонезия, Ирак, Канада, КНР, Кот-д’Ивуар, Мьянма, Республика Корея, Сингапур, США, Япония)

- Машиностроение (Machinery) — активы 11 %; доля в чистой прибыли — 6,7 %, 161 компания; включает:
  - продажа и сервисное обслуживание автомобилей производства Mitsubishi Motors Corporation и Mitsubishi Fuso Truck and Bus Corporation (Великобритания, Вьетнам, Германия, Индонезия, КНР, Малайзия, Мьянма, Нидерланды, Перу, Польша, Россия, Украина, Чили)
  - промышленное машиностроение (производство — Индия, Япония, продажа и обслуживание — Индия, США, Таиланд, Япония)
  - фрахт судов (центр в Сингапуре, базы в Бразилии, Великобритании, Норвегии, Греции, Индонезии, США, Японии)
  - производство и продажа автомобилей Isuzu (Австралия, Индия, Таиланд)
  - оборонные и аэрокосмические технологии (Япония)

- Окружающая среда и инфраструктура (Global Environmental & Infrastucture Business) — активы 6,4 %; доля в чистой прибыли — 5,3 %, 253 компании; включает:
  - строительство и обслуживание электростанций: ветряные в Великобритании и США, геотермальная в Кении, солнечные в США, тепловые в США, Узбекистане, Индонезии, Канаде, Катаре, Мексике, Тайване, Чили, Японии; основные дочерние компании: Diamond Generating Corporation (США, основана в 1999 году, управляет 8 газовыми и 2 ветряными электростанциями общей мощностью 2,4 ГВт); Nexamp (США, управляет солнечной электростанцией); Diamond Generating Europe (Великобритания, основана в 2013 году, управляет морскими ветряными электростанциями общей мощностью 900 МВт); Diamond Generating Asia (Гонконг, основана в 2009 году для управления электростанциями в Азиатско-Тихоокеанском регионе, общая мощность на 2018 год 1,15 ГВт).
  - водоснабжение (Австралия, Великобритания, Катар, ОАЭ, Чили, Япония)
  - транспортная инфраструктура (портовый терминал в Испании, строительство метро в Каире (Египет), Дохе (Катар), Дубай (ОАЭ) и Канберре (Австралия), международных аэропортов в Монголии и Мьянме)
  - проектирование и строительство промышленных объектов (сталелитейный завод в Индии, трубный завод в России, два завода удобрений в Узбекистане и один в Туркменистане, электростанция в Турции, платформы для глубоководной добычи нефти в Бразилии и ряд объектов в Японии)
  - производство литий-ионных аккумуляторов (Япония и Германия)

- Химическая промышленность (Chemicals) — активы 6 %; доля в чистой прибыли — 6,1 %, 75 компаний; включает:
  - нефтехимия (один из крупнейших в мире нефтехимических комплексов SHARQ в Саудовской Аравии, основанный в 1981 году при участии Mitsubishi Corporation, завод по производству пластмассы и красителей в Мексике, ряд объектов в Японии)
  - химикаты (крупнейшее в мире предприятие по производству поваренной соли в Мексике Exportadora de Sal, заводы по производству метанола в Венесуэле (METOR) и Тринидаде и Тобаго, производство химикатов для батареек в Греции, ряд объектов в Японии)
  - пищевая и фармацевтическая промышленность (Япония, Великобритания, Испания, Нидерланды, Индия, Индонезия, КНР, США, Сингапур, Таиланд)

- Промышленное финансирование, логистика и развитие (Industrial Finance, Logistics & Development) — торговый банкинг, лизинг, недвижимость и городское развитие; активы 5,3 %; доля в чистой прибыли — 8,1 %, 210 компаний; включает:
  - лизинг авиатранспорта (Ирландия, США, Япония)
  - лизинг автотранспорта (Турция, Япония)
  - различные виды лизинга (Саудовская Аравия, Япония)
  - логистика (Германия, Индия, Индонезия, Россия, Сингапур, Таиланд)
  - строительство (Вьетнам, Индонезия, КНР, Мьянма, США, Филиппины, Япония)
  - инвестиционные фонды, управление активами и перестрахование (США, Япония, Бермудские острова)

- Прочее (Other) — активы 6,8 %; доля в чистой прибыли — 0,1 %.

Сеть отделений Mitsubishi Corporation состоит из 25 отделений в Японии и 184 отделений в других странах. В группу Mitsubishi Corporation входят 1293 компании, из них 848 полностью подчинённые дочерние компании, остальные — совместные предприятия и партнёрства. Деятельность разделена на 7 регионов (не считая Японии):
- Северная Америка (18 отделений и 223 компании);
- Латинская Америка и Карибский регион (17 отделений и 114 компаний);
- Европа (29 отделений и 233 компании);
- Африка (12 отделений и 5 компаний);
- Ближний Восток и Центральная Азия (31 отделений и 4 компании);
- Восточная Азия (26 отделений и 82 компании);
- Азия и Океания (51 отделений и 231 компания);
- Япония (25 отделений и 355 компаний).

| Год                 | 2008  | 2009  | 2010  | 2011  | 2012  | 2013  | 2014  | 2015  | 2016   | 2017  | 2018  |
| ------------------- | ----- | ----- | ----- | ----- | ----- | ----- | ----- | ----- | ------ | ----- | ----- |
| Оборот              | 6,051 | 6,156 | 4,541 | 5,207 | 5,566 | 6,010 | 7,635 | 7,669 | 6,926  | 6,426 | 7,567 |
| Чистая прибыль      | 0,471 | 0,371 | 0,276 | 0,465 | 0,452 | 0,323 | 0,361 | 0,401 | -0,149 | 0,440 | 0,560 |
| Активы              | 11,64 | 10,84 | 10,80 | 11,27 | 12,59 | 15,06 | 15,90 | 16,77 | 14,92  | 15,75 | 16,04 |
| Собственный капитал | 2,832 | 2,359 | 2,926 | 3,233 | 3,508 | 4,517 | 5,068 | 5,570 | 4,593  | 4,917 | 5,332 |

Примечание. Значения указаны на 31 марта каждого года, когда в Японии заканчивается финансовый год.

## Акционеры
У Mitsubishi Corporation на март 2017 года было 242,67 тысячи акционеров, 41 % акций принадлежал финансовым институтам, 32,4 % — зарубежным компаниям, 15,2 % — частным лицам. Основные акционеры:
- Japan Trustee Services Bank, Ltd (трастовый счёт) — 8,25 %;
- The Master Trust Bank of Japan, Ltd (трастовый счёт) — 4,89 %;
- Tokio Marine & Nichido Fire Insurance Co. Ltd. 4,7 %;
- Meiji Yasuda Life Insurance Company 4,08 %;
- The Master Trust Bank of Japan, Ltd (пенсионный трастовый счёт Mitsubishi Heavy Industries) — 2,03 %;
- Ichigo Trust Pte. Ltd. 1,87 %;
- Japan Trustee Services Bank, Ltd (трастовый счёт 5) — 1,71 %;
- State Street Bank West Client — 1,45 %;
- Japan Trustee Services Bank, Ltd (трастовый счёт 9) — 1,4 %;
- Japan Trustee Services Bank, Ltd (трастовый счёт 7) — 1,28 %.